# ダブル・バレル (デイヴ・アンド・アンセル・コリンズの曲)
「ダブル・バレル」(Double Barrel) は、1970年に発表されたレゲエの楽曲、デイヴ・アンド・アンセル・コリンズのシングル（ただし、UK盤、US盤ともクレジットは「Dave and Ansil Collins」となっていた）。この曲は、2年前にヒットしたデスモンド・デッカーのスカ楽曲「イスラエライツ (Israelites)」以来、イギリスの各種チャートで首位に立った2曲目の楽曲であった。この曲のシングル盤は全英シングルチャートの首位に達し、1971年5月の最初の2週にわたってそこにrとどまった。アメリカ合衆国では、Billboard Hot 100 は1971年8月7日付で22位まで上昇したのが最高位であったが、シカゴのAMラジオ局 WLS では1971年6月28日付で4位となり、2年前に「イスラエライツ」がこの同じチャートで同じ順位に上昇したときとほぼ同じ動きになった。また、この曲はメキシコでも、1971年10月23日付でチャートの首位 (en:List of number-one hits of 1971 (Mexico)) に達した。
この曲を書き、プロデュースしたウィンストン・ライリーは元テクニクスのボーカルで、このシングルには、ジャマイカで5年ほど録音を重ね、おもにクレメント・"コクソン"・ドッドやリー・ペリーのために働いていたデイヴ・バーカーのボーカルが入っている。冷たい感じのイントロの最初から、歌詞では尋常ではない「I am the magnificent W-O-O-O」などという言葉（やその変奏）が繰り返されるが、曲名はまったく出てこない。この曲は、セレクターやスペシャルズなど、その後に活動したスカのグループによってもカバーされた。1972年、この曲からサンプリングされた音が、デレゲイツのトップ10ヒット曲「Convention '72」で使われた。グッド・ミュージックから2012年に発表された「The One」も、この曲のサンプリングを用いている